# Phrynobatrachus albolabris
Phrynobatrachus albolabris es una especie  de anfibios de la familia Ranidae.

## Distribución geográfica
Es endémica de Acra, Ghana.